# Pseudoxylechinus uniformis
Pseudoxylechinus uniformis is een keversoort uit de familie snuitkevers (Curculionidae). De wetenschappelijke naam van de soort werd in 1986 gepubliceerd door Wood & Huang.